# عملیات کمانگیر چابک
کمانگیر چابک (به انگلیسی: Operation Nimble Archer)  (در تاریخ ۲۸ مهر ۱۳۶۶- ۱۹ اکتبر ۱۹۸۷ ) حمله نیروی دریایی آمریکا  به دو سکوی نفتی ایران در خلیج فارس بود که به تلافی حمله سه روز قبل نیروهای ایران (توسط  موشک کرم ابریشم ) به کشتی کویتی (با پرچم آمریکا) سی آیل سیتی (به انگلیسی: MV Sea Isle City) انجام شد.
کمانگیر چابک قسمتی از عملیات اراده جدی بود که تلاشی برای اسکورت کشتی‌های کویتی از حمله نیروهای ایرانی در جریان جنگ ایران و عراق بود.
سکوها به وسیله نیروهای ایرانی به عنوان ستاد فرماندهی و کنترل مورد استفاده قرار می‌گرفت که به وسیله چهار کشتی جنگی آمریکایی ٫ هول (به انگلیسی: USS Hoel) ٫لفتویچ (به انگلیسی: USS Leftwich) ٫ کید (به انگلیسی: USS Kidd) و جان یانگ (به انگلیسی: USS John Young)نابود شدند.
در ۶ نوامبر ۲۰۰۳ میلادی دیوان دادگستری بین‌المللی حکم داد که اقدام صورت گرفته علیه سکوهای نفتی ایرانی در ۱۹ اوت ۱۹۸۷ (عملیات کمانگیر چابک) و ۱۸ آوریل ۱۹۸۷ (عملیات آخوندک) نمی‌تواند به عنوان اقدام الزامی در جهت موارد حفاظت از امنیت لاینفک ایالات متحده مورد بحث قرار گیرد، همچنین دادگاه حکم داد که: … نمی‌تواند همچنین تابع نظر جمهوری اسلامی ایران باشد که اقدامات فوق باعث نقض التزام ایالات متحده طبق بند ایکس از پاراگراف ۱، در پیمان دوستی بین دو کشور می‌شود، مربوط به آزادی مبادلات تجاری در قلمرو مشترک بین دو کشور و بنابراین نتیجتاً ادعای متقابل جمهوری اسلامی ایران نیز نمی‌تواند در این زمینه بررسی شود.